# Симон, Уго
Уго Симон (нем. Hugo Simon; род. 3 августа 1942, Кривая вода, Моравия, совр. Чехия) — австрийский конник.
Родители Уго Симона были изгнаны из Чехословакии после Второй мировой войны и приехали с сыном в Гессен. Его отец был торговцем лошадьми, Уго, по просьбе отца, начал ездить верхом с восьми лет. В возрасте около десяти лет он стал чемпионом Гессена.
Когда спонсорское партнерство с адвокатом Лихтенштейна Батлайнером распалось в конце 1980-х годов, Саймон думал о прекращении и хотел усиленно работать в своей строительной компании. Однако передумал.
6 раз принимал участие в Олимпийских играх. До своего первого выступления на олимпиаде выступал за Западную Германию. В возрасте 49 лет завоевал серебряную медаль в командном зачёте на летних Олимпийских играх 1992 года на лошади англ. Apricot D.. Спустя четыре года, в возрасте 53 лет, он занял четвёртое место в личном зачёте после прыжка с участием семи всадников. Уго участвовал в своих первых Олимпийских играх в 1972 году верхом на лошади Лавенделе.
Помимо всего прочего Уго — бизнесмен, и воспринимает конный спорт как хобби.

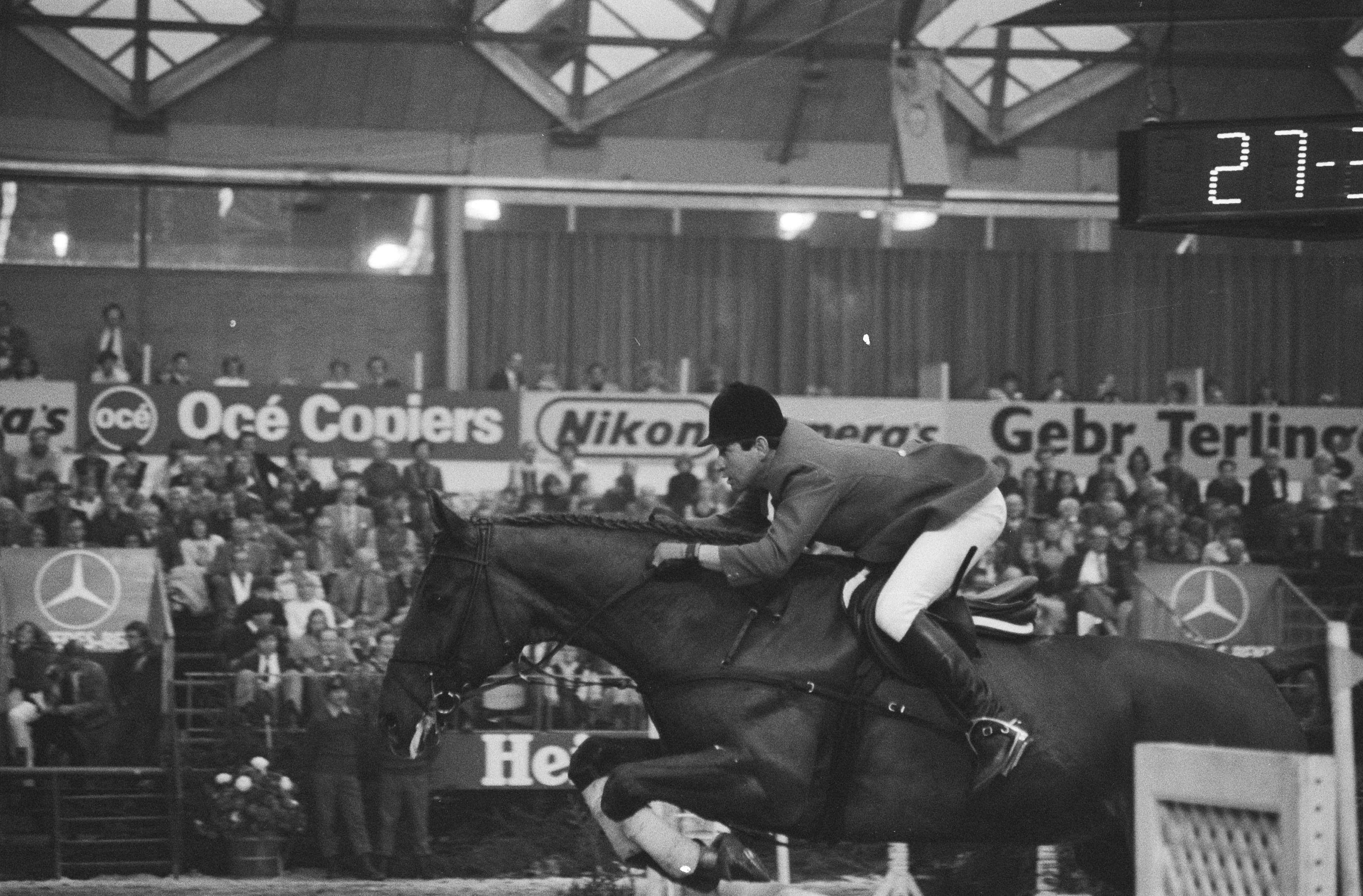
Уго в ноябре 1981 года